# Fäktning vid olympiska sommarspelen 1980
Vid olympiska sommarspelen 1980 i Moskva avgjordes åtta grenar i fäktning, sex för män och två för kvinnor, och tävlingarna hölls mellan 22 och 31 juli 1980 i CSKA Sports Complex. Antalet deltagare var 182 tävlande från 20 länder.

## Medaljfördelning
| Medaljfördelning |               |      |        |       |        |
| Placering        | Nation        | Guld | Silver | Brons | Totalt |
| 1                | Frankrike     | 4    | 1      | 1     | 6      |
| 2                | Sovjetunionen | 3    | 3      | 2     | 8      |
| 3                | Sverige       | 1    | 0      | 0     | 1      |
| 4                | Ungern        | 0    | 2      | 3     | 5      |
| 5                | Polen         | 0    | 1      | 2     | 3      |
| 6                | Italien       | 0    | 1      | 0     | 1      |

## Medaljörer

### Herrar
| Gren                              | Guld                                                                                      | Silver                                                                                               | Brons |
| Värja, individuellt Detaljer...   | Johan Harmenberg (SWE)                                                                    | Ernő Kolczonay (HUN)                                                                                 | Philippe Riboud (FRA)                                                                                    |
| Värja, lag Detaljer...            | Frankrike Philippe Riboud Patrick Picot Hubert Gardas Philippe Boisse Michel Salesse      | Polen Piotr Jabłkowski Andrzej Lis Leszek Swornowski Ludomir Chronowski Mariusz Strzałka             | Sovjetunionen Asjot Karagian Boris Lukomskij Aleksandr Abusjachmetov Aleksandr Mozjajev Vladimir Smirnov |
| Florett, individuellt Detaljer... | Vladimir Smirnov (URS)                                                                    | Pascal Jolyot (FRA)                                                                                  | Aleksandr Romankov (URS)                                                                                 |
| Florett, lag Detaljer...          | Frankrike Didier Flament Pascal Joylot Bruno Boscherie Philippe Bonin Frederic Pietruszka | Sovjetunionen Aleksandr Romankov Vladimir Smirnov Sarbizjan Ruziev Asjot Karagian Vladimir Lapitskij | Polen Adam Robak Bogusław Zych Lech Koziejowski Marian Sypniewski                                        |
| Sabel, individuellt Detaljer...   | Viktor Krovopuskov (URS)                                                                  | Michail Burtsev (URS)                                                                                | Imre Gedővári (HUN)                                                                                      |
| Sabel, lag Detaljer...            | Sovjetunionen Michail Burtsev Viktor Krovopuskov Viktor Sidjak Vladimir Nazlimov          | Italien Michele Maffei Mario Aldo Montano Marco Romano Ferdinando Meglio                             | Ungern Imre Gedővári Rudolf Nébald Pál Gerevich Ferenc Hammang György Nébald                             |

### Damer
| Gren                              | Guld | Silver | Brons                                                                                   |
| Florett, individuellt Detaljer... | Pascale Trinquet (FRA)                                                                                  | Magda Maros (HUN)                                                                                          | Barbara Wysoczańska (POL)                                                               |
| Florett, lag Detaljer...          | Frankrike Brigitte Latrille-Gaudin Pascale Trinquet Isabelle Begard Veronique Brouquier Christine Muzio | Sovjetunionen Valentina Sidorova Nailja Giljazova Jelena Novikova-Belova Irina Usjakova Larisa Tsagarajeva | Ungern Ildikó Schwarczenberger Magda Maros Gertrúd Stefanek Zsuzsanna Szőcs Edit Kovács |

## Deltagande nationer
Totalt deltog 182 fäktare (133 män och 49 kvinnor) från 20 länder vid de olympiska spelen 1980 i Moskva.
| | | |  |
| - Algeriet (1) - Australien (3) - Belgien (3) - Bulgarien (4) - Danmark (1) - Finland (5) - Frankrike (16) | - Italien (13) - Kuba (12) - Kuwait (9) - Libanon (2) - Polen (18) - Rumänien (18) - Sovjetunionen (17) | - Spanien (4) - Storbritannien (11) - Sverige (6) - Tjeckoslovakien (7) - Ungern (18) - Östtyskland (14) |  |